# Manuel Andujar
Manuel Andujar (Lobos (Argentina), 4 giugno 1996) è un pilota motociclistico argentino, specializzato nella guida di quad, con cui ha vinto due edizioni del Rally Dakar.
Andujar esordisce nella Dakar nel 2018, posizionandosi nella top 30. L'argentino migliora le sue prestazioni anno dopo anno, fino al 2021, dove vince per la prima volta la competizione. Nell'edizione del 2024 riuscirà a duplicare il suo successo; dalla stagione successiva la categoria dei Quad venne eliminata, così l'argentino si adattò a correre nella categoria SSV.

## Palmarès
- Rally Dakar: 2021, 2024
- Coppa del mondo rally raid: 2021, 2024
- Rally del Kazakistan: 2021
- Rally dos Sertoes: 2021
- Rally del Marocco: 2021, 2022
- Desafío Ruta 40: 2023, 2024

## Risultati nel Rally Dakar
| Anno | Classe | Scuderia                         | Vettura                | Pos. | TV |
| ---- | ------ | -------------------------------- | ---------------------- | ---- | -- |
| 2018 | Quad   | 7240 Team                        | Yamaha Raptor 700      | 29°  | 0  |
| 2019 | Quad   | 7240 Team                        | Yamaha Raptor 700      | 5°   | 0  |
| 2020 | Quad   | 7240 Team                        | Yamaha Raptor 700      | 4°   | 0  |
| 2021 | Quad   | 7240 Team                        | Yamaha Raptor 700      | 1°   | 2  |
| 2022 | Quad   | 7240 Team                        | Yamaha Raptor 700      | Rit  | 0  |
| 2023 | Quad   | 7240 Team                        | Yamaha Raptor 700      | Rit  | 3  |
| 2024 | Quad   | 7240 Team / Dragon Rally Service | Yamaha Raptor 700      | 1°   | 3  |
| 2025 | SSV    | South Racing Can-Am              | Can-Am Maverick R X RS | 28°  | 3  |